# ماجدة (مناخة)

تعديل مصدري - تعديل

ماجدة هي إحدى قرى عزلة حصبان بمديرية مناخة التابعة لمحافظة صنعاء، بلغ تعداد سكانها 67 نسمة حسب تعداد اليمن لعام 2004.